# Grassobbio
Grassobbio – miejscowość i gmina we Włoszech, w regionie Lombardia, w prowincji Bergamo.
Według danych na styczeń 2009 gminę zamieszkiwały 6252 osoby przy gęstości zaludnienia 757,8 os./1 km².